# Дениса Крайчовичова
Дениса Крайчовичова (Denisa Krajčovičová; нар. 18 листопада 1968) — колишня чехословацька тенісистка.
Найвищу одиночну позицію світового рейтингу — 117 місце досягла 16 вересня 1991, парну — 88 місце — 18 березня 1996 року.
Здобула 1 одиночний та 9 парних титулів туру ITF.
Найвищим досягненням на турнірах Великого шолома було 2 коло в парному розряді.

## Фінали турнірів WTA

### Парний розряд: 1 (поразка)
| Результат | Дата                     | Турнір              | Рівень   | Покриття | Партнерка        | Суперниці                    | Рахунок       |
| --------- | ------------------------ | ------------------- | -------- | -------- | ---------------- | ---------------------------- | ------------- |
| Поразка   | Warsaw Cup by Heros 1995 | Warsaw Open, Польща | Tier III | Ґрунт    | Генрієта Надьова | Сандра Чеккіні Лаура Гарроне | 7–5, 2–6, 3–6 |

## Фінали ITF
| турніри $75,000 |
| турніри $50,000 |
| турніри $25,000 |
| турніри $10,000 |

### Одиночний розряд: 5 (1–4)
| Результат | Ранг | Дата              | Турнір                          | Покриття   | Суперниця         | Рахунок       |
| --------- | ---- | ----------------- | ------------------------------- | ---------- | ----------------- | ------------- |
| Поразка   | 1.   | 22 вересня 1986   | ITF Бол, Югославія              | Ґрунт      | Сільвія Ла Фратта | 1–6, 3–6      |
| Перемога  | 2.   | 20 липня 1987     | ITF Штутгарт, Західна Німеччина | Ґрунт      | Міхаела Крібель   | 6–4, 4–6, 7–5 |
| Поразка   | 3.   | 16 листопада 1987 | ITF Вельс, Австрія              | Тверде (i) | Барбара Паулюс    | 2–6, 2–6      |
| Поразка   | 4.   | 8 липня 1990      | ITF Штутгарт, Західна Німеччина | Ґрунт      | Елена Пампулова   | 3–6, 3–6      |
| Поразка   | 5.   | 8 липня 1991      | ITF Ерланген, Німеччина         | Ґрунт      | Мая Живець-Шкуль  | 5–7, 6–1, 1–6 |

### Парний розряд: 25 (9–16)
| Результат | Ранг | Дата            | Турнір                                   | Покриття  | Партнерка            | Суперниці                            | Рахунок       |
| --------- | ---- | --------------- | ---------------------------------------- | --------- | -------------------- | ------------------------------------ | ------------- |
| Поразка   | 1.   | 9 червня 1986   | ITF Ліон, Франція                        | Ґрунт     | Река Сіксаї          | Ніколе Мунс-Ягерман Сімоне Шилдер    | 5–7, 4–6      |
| Перемога  | 2.   | 28 липня 1986   | ITF Ноймюнстер, Західна Німеччина        | Ґрунт     | Алісе Ногачова       | Селін Коен Сусана Марія Вільяверде   | 7–6, 6–3      |
| Поразка   | 3.   | 22 вересня 1986 | ITF Бол, Югославія                       | Ґрунт     | Алісе Ногачова       | Сільвія Ла Фратта Барбара Романо     | 5–7, 3–6      |
| Поразка   | 4.   | 29 вересня 1986 | ITF Шибеник, Югославія                   | Ґрунт     | Радка Зрубакова      | Петра Лангрова Яна Поспішилова       | 1–6, 2–6      |
| Поразка   | 5.   | 6 жовтня 1986   | ITF Малий Лошинь, Югославія              | Ґрунт     | Радка Зрубакова      | Петра Лангрова Яна Поспішилова       | 3–6, 6–7      |
| Перемога  | 6.   | 13 жовтня 1986  | ITF Рабаць, Югославія                    | Ґрунт     | Радка Зрубакова      | Петра Лангрова Яна Поспішилова       | 6–3, 6–2      |
| Поразка   | 7.   | 1 грудня 1986   | ITF Будапешт, Угорщина                   | Ґрунт (i) | Радка Зрубакова      | Яна Новотна Регіна Райхртова         | 1–6, 7–6, 3–6 |
| Поразка   | 8.   | 12 січня 1987   | ITF Гельсінкі, Фінляндія                 | Килим (i) | Радка Зрубакова      | Сесілія Дальман Лаура Маенністое     | 7–6, 6–7, 6–7 |
| Поразка   | 9.   | 26 січня 1987   | ITF Ставангер, Норвегія                  | Килим (i) | Радка Зрубакова      | Катрін Єкселл Лена Сандін            | 6–3, 1–6, 1–6 |
| Перемога  | 10.  | 13 липня 1987   | ITF Ерланген, Західна Німеччина          | Ґрунт     | Віржіні Паке         | Елісон Скотт Гайді Шпрунґ            | 6–1, 6–2      |
| Поразка   | 11.  | 20 липня 1987   | ITF Штутгарт, Західна Німеччина          | Ґрунт     | Гана Фукаркова       | Жулі Алар-Декюжі Віржіні Паке        | 4–6, 3–6      |
| Перемога  | 12.  | 27 липня 1987   | ITF Ноймюнстер, Західна Німеччина        | Ґрунт     | Радка Зрубакова      | Нора Байчикова Іва Бударжова         | 6–0, 6–2      |
| Поразка   | 13.  | 3 серпня 1987   | ITF Rheda-Wiedenbrück, Західна Німеччина | Ґрунт     | Нора Байчикова       | Гана Фукаркова Яна Поспішилова       | 2–6, 0–6      |
| Поразка   | 14.  | 20 серпня 1987  | ITF Дармштадт, Західна Німеччина         | Ґрунт     | Нора Байчикова       | Гана Фукаркова Яна Поспішилова       | 0–6, 3–6      |
| Поразка   | 15.  | 12 жовтня 1987  | ITF Малий Лошинь, Югославія              | Ґрунт     | Яна Поспішилова      | Міхаела Фріммерова Петра Голубова    | 5–7, 6–4, 5–7 |
| Перемога  | 16.  | 14 серпня 1989  | ITF Будапешт, Угорщина                   | Ґрунт     | Гана Фукаркова       | Нанне Дальман Зільке Франкль         | 4–6, 6–3, 6–3 |
| Поразка   | 17.  | 26 лютого 1990  | ITF Вельс, Австрія                       | Ґрунт (i) | Гана Фукаркова       | Алексія Дешом-Баллере Паскаль Параді | 3–6, 2–6      |
| Поразка   | 18.  | 6 серпня 1990   | ITF Будапешт, Угорщина                   | Ґрунт     | Алісе Ногачова       | Сільві Саба Сандрін Тестю            | 3–6, 4–6      |
| Поразка   | 19.  | 3 червня 1991   | ITF Мондорф, Люксембург                  | Ґрунт     | Генріке Кадзідрога   | Радка Бобкова Ана Сегура             | 1–6, 4–6      |
| Перемога  | 20.  | 17 червня 1991  | ITF Модена, Італія                       | Ґрунт     | Яна Поспішилова      | Івонне Ґрюббен Стефані Роттьєр       | 6–1, 6–4      |
| Перемога  | 21.  | 31 серпня 1992  | ITF Клагенфурт, Австрія                  | Ґрунт     | Яна Поспішилова      | Катя Олєклаус Гайке Томс             | w/o           |
| Поразка   | 22.  | 28 червня 1993  | ITF Штутгарт, Німеччина                  | Ґрунт     | Катаріна Студенікова | Ева Мартінцова Сильвія Штефкова      | 1–6 ret.      |
| Поразка   | 23.  | 8 серпня 1993   | ITF Сопот, Польща                        | Ґрунт     | Катаріна Студенікова | Тіна Кріжан Квета Пешке              | 3–6, 1–6      |
| Перемога  | 24.  | 2 вересня 1996  | ITF Братислава, Словаччина               | Ґрунт     | Андреа Темешварі     | Петра Лангрова Радка Зрубакова       | 0–6, 6–3, 6–3 |
| Перемога  | 25.  | 2 лютого 1997   | ITF Простейов, Чехія                     | Килим (i) | Андреа Темашварі     | Александра Ольша Олена Татаркова     | 6–2, 6–3      |